# Lucas (Iowa)
Pour les articles homonymes, voir Lucas.
Ne doit pas être confondu avec St. Lucas (Iowa).
Lucas est une ville du  comté de Lucas, en Iowa, aux États-Unis. Elle est fondée en 1868 et incorporée le 18 mars 1887.

## Source de la traduction
- (en) Cet article est partiellement ou en totalité issu de l’article de Wikipédia en anglais intitulé « Lucas, Iowa » (voir la liste des auteurs).